# Otto Wiedfeldt

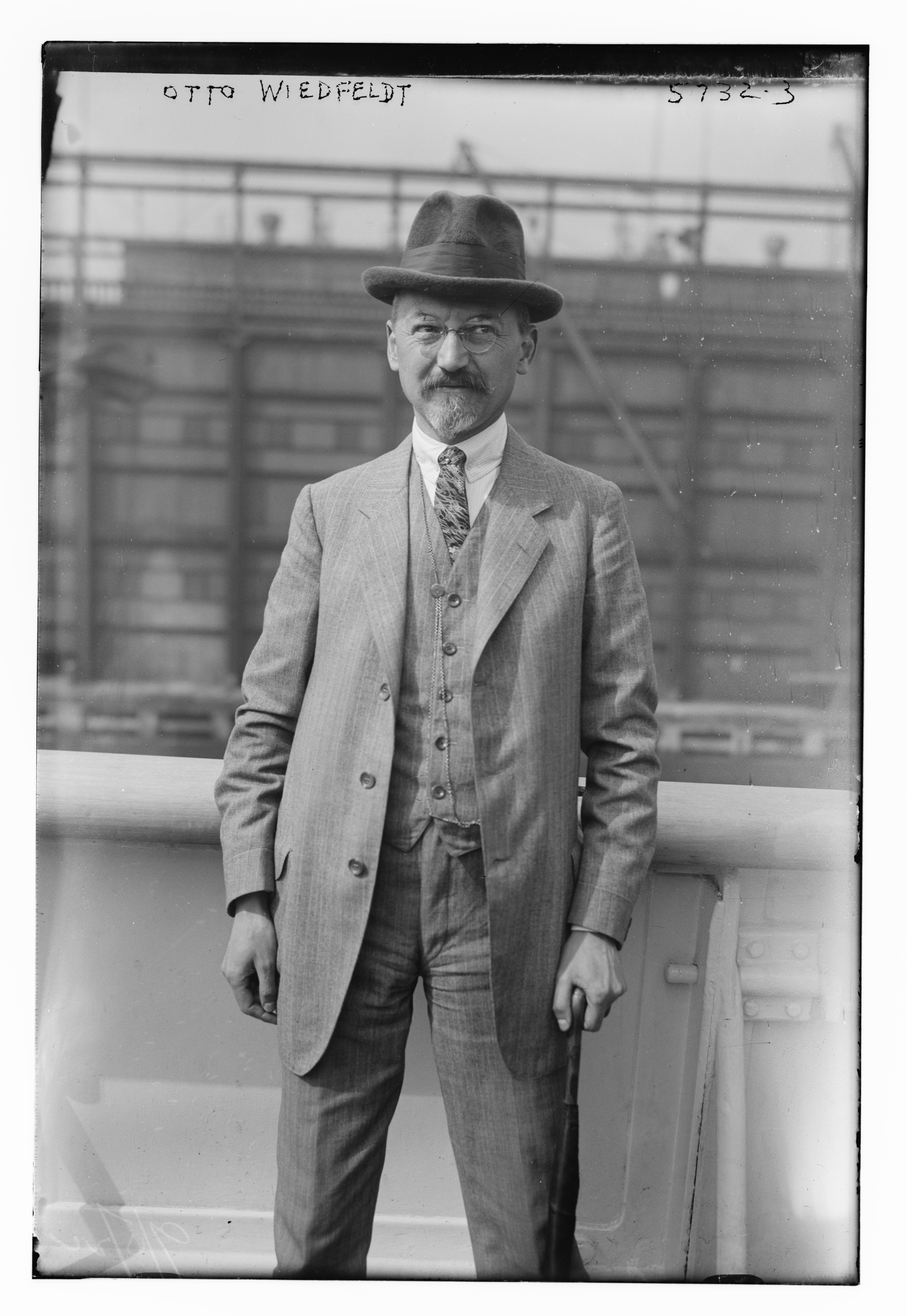

Otto Wiedfeldt, född 16 augusti 1871 i Thüritz, Altmark, död 5 juli 1926 i Essen, var en tysk industriman och diplomat.
Wiedfeldt innehade 1902–08 kommunalstatistiska befattningar i Essen och Dresden, väckte uppmärksamhet genom framgångsrik förlikningsmannaverksamhet i arbetstvister vid Kruppverken och var 1908–10 föredragande råd i riksinrikesministeriets arbetsdepartement. Han var därefter 1910–13 ministerialdirektor i japanska järnvägsministeriet, anställdes 1914 åter i tyska riksinrikesministeriet och inlade under första världskriget stora förtjänster om livsmedelsransoneringen. År 1918 var han ledare för den tyska delegationen till Ukraina, som skulle ordna livsmedelsimport därifrån till Tyskland. Efter novemberrevolutionen blev han en av direktörerna i firman Krupp och deltog som expert i förhandlingarna med ententemakterna i Spa 1920. 
Wiedfeldt blev 1922 tysk ambassadör i Washington, D.C., men återvände redan sommaren 1923 till hemlandet för att efterträda den av fransmännen under Ruhrockupationen fängslade Gustav Krupp von Bohlen und Halbach som Kruppverkens verkställande direktör. Som sådan reorganiserade han dessa verks fredsproduktion, koncentrerande denna på inbringande industrigrenar och reducerande antalet arbetare. Han tillhörde Deutsche Volkspartei, men tog ej någon mera framträdande del i partipolitiken.